# Campionati mondiali di badminton 1993
I campionati mondiali di badminton 1993 sono stati l'ottava edizione dei campionati mondiali di badminton.
La competizione si è svolta dal 31 maggio al 6 giugno a Birmingham, in Inghilterra (Regno Unito).

## Medagliere
| Posiz. | Nazione       | Oro | Argento | Bronzo | Totale |
| ------ | ------------- | --- | ------- | ------ | ------ |
| 1      | Indonesia     | 3   | 1       | 2      | 6      |
| 2      | Cina          | 1   | 1       | 3      | 5      |
| 3      | Danimarca     | 0.5 | 1       | 2      | 3.5    |
| 4      | Svezia        | 0.5 | 0       | 1      | 1.5    |
| 5      | Corea del Sud | 0   | 1       | 1      | 2      |
| 6      | Malaysia      | 0   | 1       | 0      | 1      |
| 7      | Inghilterra   | 0   | 0       | 1      | 1      |

## Podi
| Evento              | Oro                           | Argento                              | Bronzo                              |
| Singolare maschile  | Joko Suprianto                | Hermawan Susanto                     | Thomas Stuer-Lauridsen              |
| Singolare maschile  | Joko Suprianto                | Hermawan Susanto                     | Ardy Wiranata                       |
| Singolare femminile | Susi Susanti                  | Bang Soo-hyun                        | Ye Zhaoying                         |
| Singolare femminile | Susi Susanti                  | Bang Soo-hyun                        | Tang Jiuhong                        |
| Doppio maschile     | Ricky Subagja Rudy Gunawan    | Cheah Soon Kit Soo Beng Kiang        | Peter Axelsson Pär-Gunnar Jönsson   |
| Doppio maschile     | Ricky Subagja Rudy Gunawan    | Cheah Soon Kit Soo Beng Kiang        | Chen Kang Chen Hongyong             |
| Doppio femminile    | Nong Qunhua Zhou Lei          | Chen Ying Wu Yuhong                  | Chung So-young Gil Young-ah         |
| Doppio femminile    | Nong Qunhua Zhou Lei          | Chen Ying Wu Yuhong                  | Lotte Olsen Lisbeth Stuer-Lauridsen |
| Doppio misto        | Thomas Lund Catrine Bengtsson | Jon Holst-Christensen Grete Mogensen | Nick Ponting Gillian Clark          |
| Doppio misto        | Thomas Lund Catrine Bengtsson | Jon Holst-Christensen Grete Mogensen | Aryono Miranat Eliza Nathanael      |